# ŽF/NK Emina Mostar
Ženski fudbalski/Nogometni klub Emina 2016, ou apenas Emina Mostar, é um clube de futebol feminino com sede em Mostar, Bósnia e Herzegovina. Manda seus jogos no campo auxiliar do estádio Rođeni ou no próprio estádio localizado na vila de Vrapčići. Disputa a Premijer Ženska Liga e é considerado por muitos a segunda força do futebol feminino nacional, apenas atrás do SFK 2000 Sarajevo. 

## História
O clube foi fundado em Maio de 2016. A ascensão do clube foi rápida, e no mesmo ano disputou a Segunda liga da Federação da Bósnia e Herzegovina (extinta) e foi promovido para a Primeira Liga Feminina da Federação da Bósnia e Herzegovina (2º nível). Também na temporada 2016-17, o Emina chegou na final da Copa Bósnia onde foi derrotado pelo SFK 2000 Sarajevo por 3 a 0. Em 2017-18, o clube disputou a Primeira Liga, foi campeão e conseguiu o acesso para a Premijer Ženska Liga. Já nas temporadas 2019-20 e 2020-21, conquistou o segundo lugar na elite do futebol bósnio.

## Títulos
- Primeira Liga Feminina - FBiH (1): 2017-18.